# Arbaz
Arbaz és una vila de Suïssa, al Valais, districte de Sion. El municipi té 19,29 km² i 985 habitants. És de parla francesa.